# Martín Parejo Maza
Martín Parejo Maza (nascido em 15 de julho de 1989) é um atleta paralímpico espanhol. Representou a Espanha nos Jogos Paralímpicos de Verão de 2012 em Londres.